# Meryeta O'Dine
Meryeta O'Dine (Prince George, 24 febbraio 1997) è una snowboarder canadese vincitrice della medaglia di bronzo nello snowboard cross a Pechino 2022.

## Palmarès

### Olimpiadi
- 2 medaglie:
  - 2 bronzi (snowboard cross, snowboard cross a squadre a Pechino 2022)

### Coppa del Mondo
- Miglior piazzamento nella Coppa del Mondo di snowboard cross: 11ª nel 2018
- 1 podio:
  - 1 terzo posto